# Alvar Möller

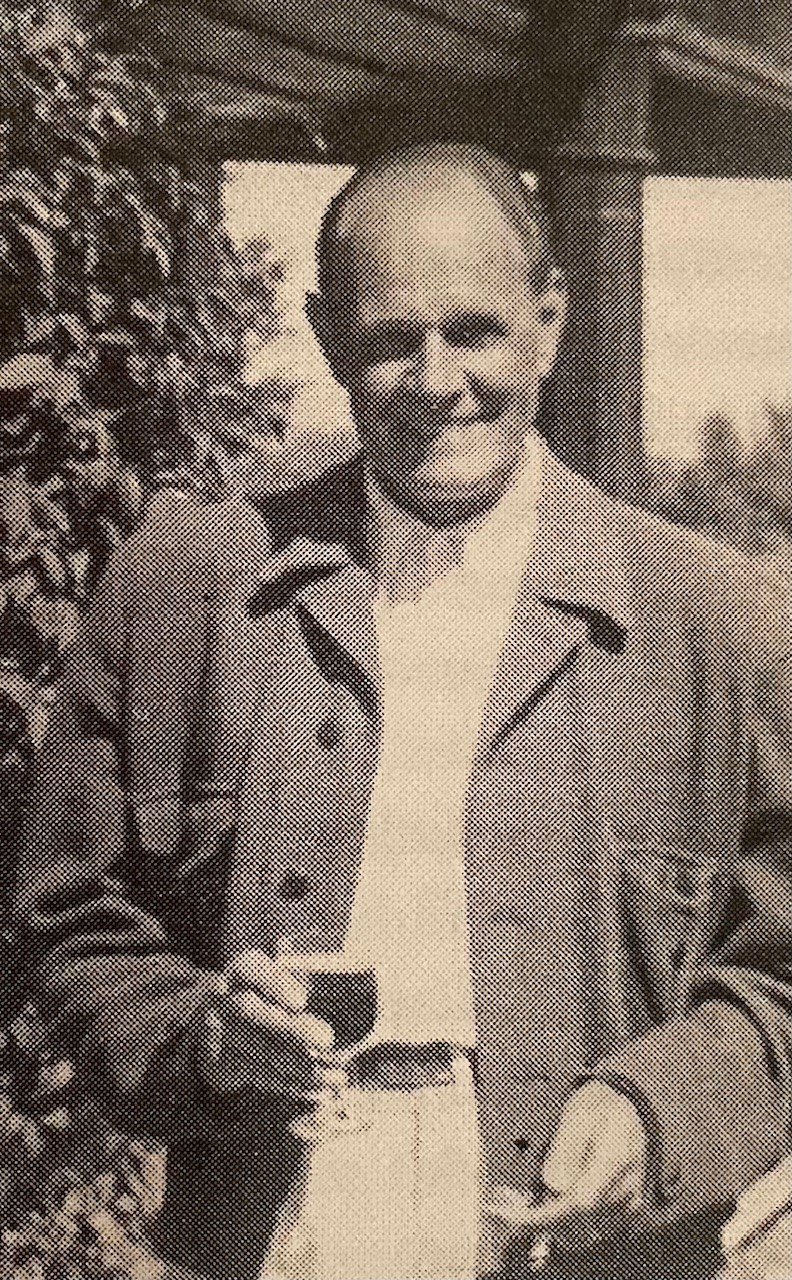
Alvar Möller, Båstad Golfklubb år 1947.

Alvar Theo Möller, född 6 december 1895 i Berlin, Tyskland, död 18 oktober 1961 i Saltsjöbadens församling, Stockholms län, var en svensk generalkonsul och företagsledare. 

## Biografi
Alvar Möller var son till medicine doktor Theodor Möller och Annie Möller, född Dahl.
Alvar Möller tog sin studentexamen vid Lundsbergs skola 1915. Under följande åren var han verksam i England och Indien, från 1924 som representant för Svenska Tändsticksaktiebolaget. Därefter var han deras representant i Japan (1932-1937), Direktör och avdelningschef på huvudkontoret i Jönköping (1937-1941), chef för deras dotterbolag i Tyskland (1941-1954) samt vice VD på huvudkontoret i Jönköping (1954-1961). Utöver sin yrkesmässiga karriär var Alvar svensk konsul i Bombay (1930-32) och generalkonsul i Frankfurt (1952-54).
Alvar Möller var gift med Sigrid Möller, född Lewenhaupt. Tillsammans fick de en dotter.